# Alexander Gogel

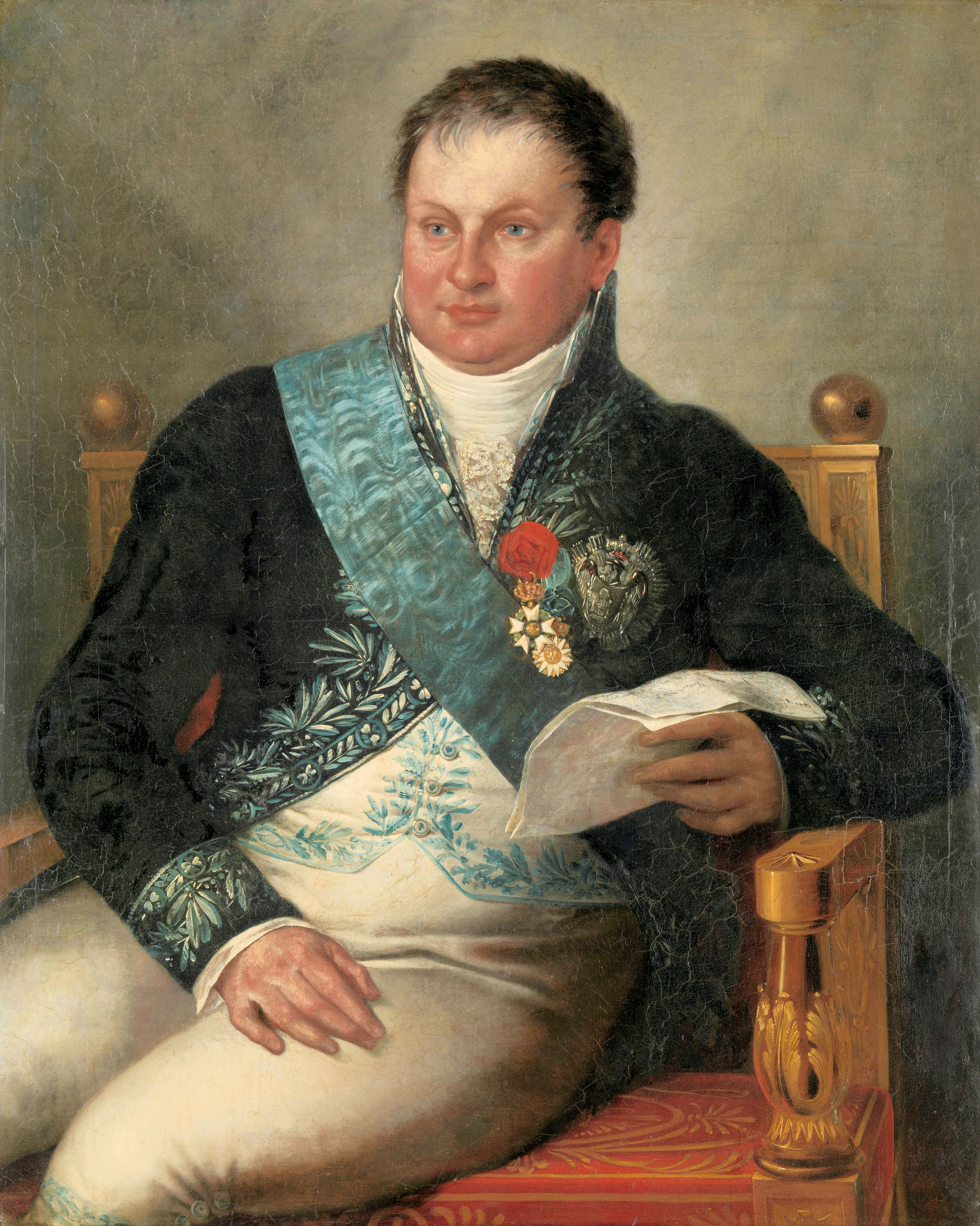
Portret van Alexander Gogel uit ca.1812 door Matthijs Ignatius van Bree

Isaäc Jan Alexander Gogel (Vught, 10 december 1765 – Overveen, 13 juni 1821) was een Nederlands staatsman en minister aan het einde van de 18e en het begin van de 19e eeuw.

## Biografie

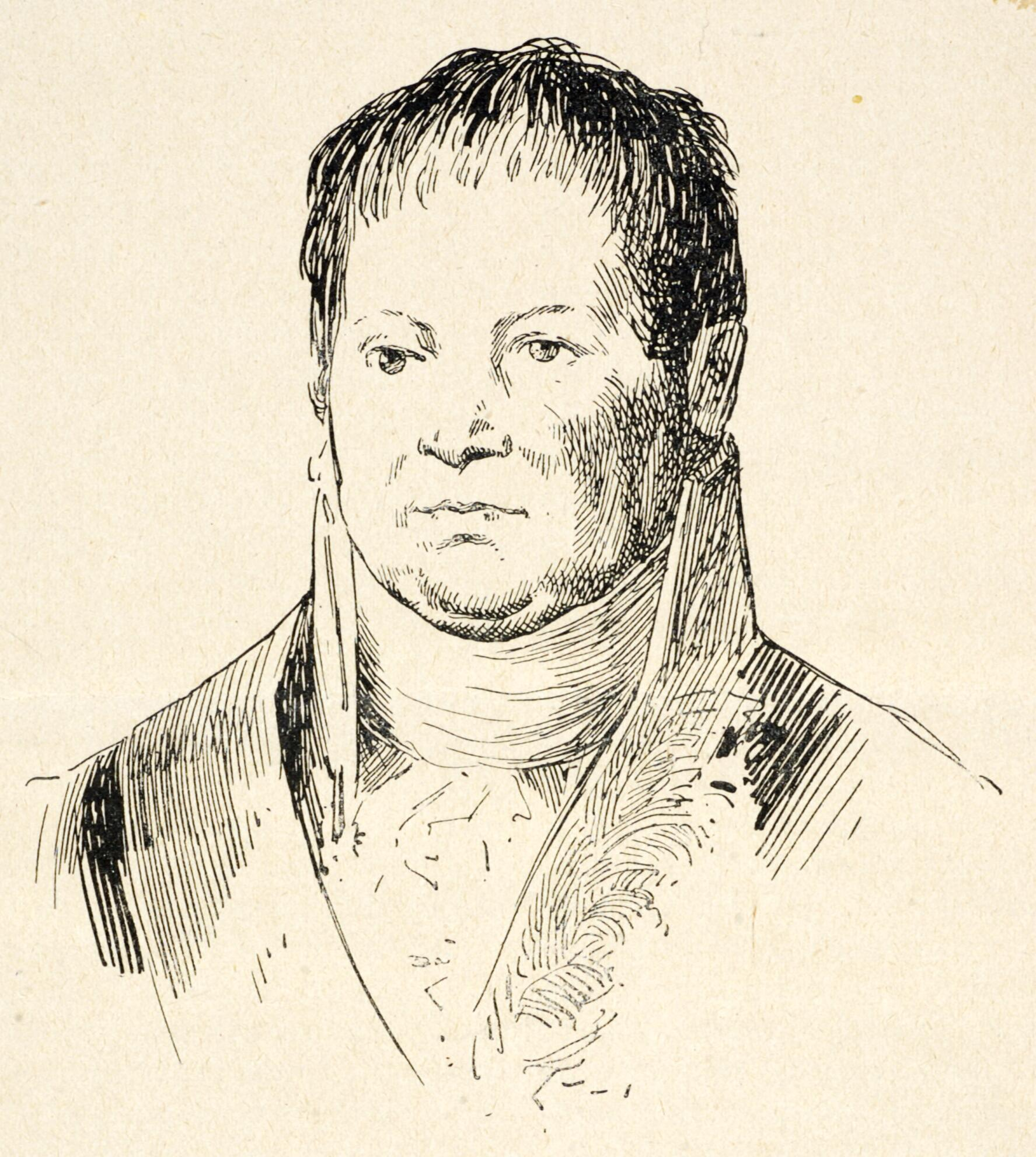
Alexander Gogel
(pentekening naar Matthijs van Bree)

### Afkomst en opleiding
Gogel had een Duitse vader en een Nederlandse moeder, Alexandrina Crul. De
schout bij nacht Willem Crul was zijn oom. Hij vertrok op 16-jarige leeftijd vanuit Vught naar Amsterdam om te werken in de handel, eerst in dienstbetrekking, maar vanaf 1791 voor zijn eigen handelshuis. Hij handelde onder andere in wapens en salpeter voor de kruitfabrieken.

### Franse invasie
In Amsterdam zag Gogel de gevolgen van een corrupt regentendom en het zwakke stadhouderlijk gezag en kwam hij in aanraking met het Franse revolutionaire gedachtegoed over democratie. Gogel ontwikkelde daarbij de gedachte dat de democratische idealen van de revolutie het best konden worden verwezenlijkt binnen een eenheidsstaat. In november 1794 moest hij Amsterdam heimelijk ontvluchten omdat hij met Carel Wouter Visscher, Nicolaas van Staphorst, Johannes Goldberg (met wie hij naar Bremen reisde), Rutger Jan Schimmelpenninck, Cornelis Rudolphus Theodorus Krayenhoff, Samuel Iperusz. Wiselius en nog zeven anderen betrokken was bij wapenopslag op het Bickerseiland en het tekenen van een petitie om verschoond te blijven van een Engels garnizoen. Er volgde een inval bij het leesgezelschap Doctrina et Amicitia dat bijeenkwam in de Kalverstraat.
Direct na de omwenteling in 1795, waarna de Bataafse Republiek ontstond, keerde Gogel terug naar Amsterdam, waar hij een 'politiek commentaar' schreef voor het hoofd van de Franse bezettingsmacht, generaal Pichegru. Hij werd verkozen in diverse bestuurlijke organen op gemeentelijk, provinciaal en landelijk niveau. Gogel werkte mee aan de eerste unitaristische Staatsregeling van 1798. De bepalingen daarin over de samenvoeging en omzetting van de gewestelijke staatsschulden, de komst van een landelijk uniform belastingstelsel en een systeem van jaarlijkse begrotingen worden algemeen aan Gogel toegeschreven.

### Initiatiefnemer van de staatsgreep van 12 juni 1798
Het 'unitarische' Uitvoerend Bewind radicaliseerde snel, wat Gogel allerminst beviel. In het diepste geheim zocht hij contact met de 'moderaten', die bij de staatsgreep van 22 januari 1798 waren uitgeschakeld. Hij stuurde Daendels naar Parijs om aan het Directoire toestemming te vragen voor een nieuwe staatsgreep. Deze vond plaats op 12 juni. Pieter Vreede, De Lange van Wijngaarden en andere radicalen werden afgezet en Gogel vormde een nieuw Uitvoerend Bewind. Zelf bleef hij Agent van Financiën.

### Overheidsfinanciën
De hervorming over de overheidsfinanciën was snel geregeld, maar de belastinghervorming liep door tegenwerking vertraging op. Pas in 1805, dus in de tijd van het Bataafs Gemenebest, werden Gogels oorspronkelijke ideeën, hoewel hier en daar wat afgezwakt, tot wet verheven.
Gogel was een verklaard tegenstander van provinciale belastingen, tolgelden of opcenten en van monopolies zoals het gildestelsel. Hij was een voorstander van vrijhandel en Europese samenwerking en huldigde liberale principes op economisch en staatkundig gebied. Omdat op het grootste deel van de enorme staatsschuld van de republiek, de Bataafsche Republiek en het Koninkrijk Holland binnen Nederland was ingetekend verzette Gogel zich tegen voorstellen om deze schuld af te waarderen. Dat zou vooral de Nederlandse liefdadigheidsinstituten hebben getroffen, die veel obligaties ten laste van de schatkist bezaten. De staatsschuld beliep in 1805 al 1200 miljoen gulden. Het jaarlijkse onderhoud (rente plus herfinanciering) eiste 35 miljoen gulden op een rijksbegroting van 40 miljoen.
Door een bureaucratische en gecentraliseerde belastingdienst op te bouwen wist Gogel de perceptiekosten sterk terug te brengen. Het was zijn streven om bij het heffen van accijnzen, zoals de bemaling, de vele armen in Nederland te ontzien. De belastingen moesten vooral door verponding (vermogensbelasting), heffingen op inkomsten en belastingen op weelde en luxe worden geïnd en mochten in zijn ogen de handel niet bemoeilijken. Dat streven heeft hij, door omstandigheden en politieke tegenwerking, slechts gedeeltelijk kunnen realiseren.
Gogel is met name in de Franse tijd (1795-1813) bestuurlijk actief geweest, meestal als minister van Financiën (1798-1801; 1805-1809; 1810-1813) maar ook als waarnemend minister van Binnenlandse Zaken (1801) en Buitenlandse Zaken (1798), en als zaakgelastigde in Parijs (1810). Napoleon benoemde hem tot staatsraad in de sectie financiën van de Franse Staatsraad en Lid van de Conseil pour les affaires d'Hollande, die de annexatie door Frankrijk moest regelen. Hij werd ook intendant van gouverneur-generaal Lebrun.

### Oprichter nationale kunstverzameling

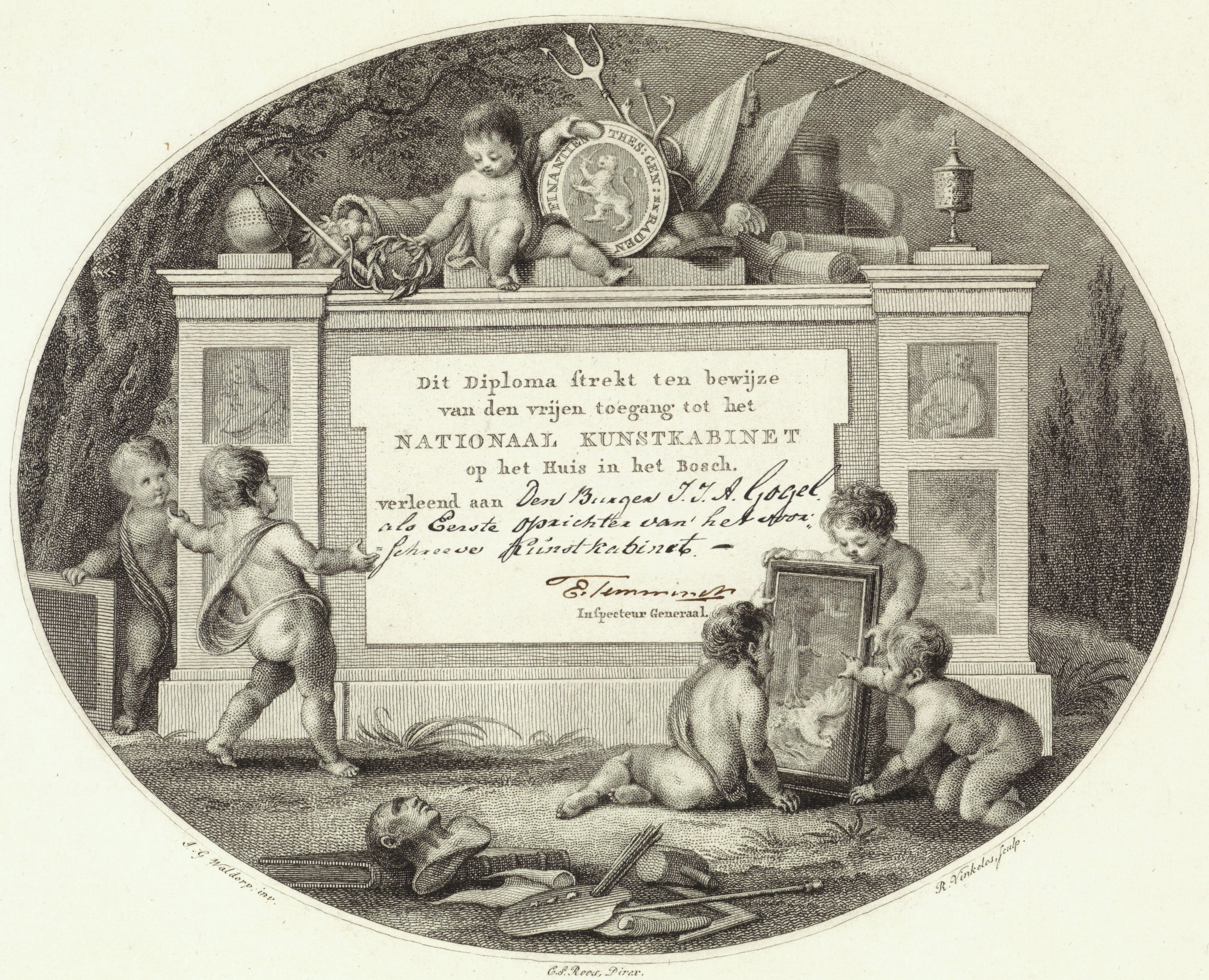
Toegangsbewijs voor het Nationaal Kunstkabinet in Huis ten Bosch, op naam van Gogel

Gogel werd door Lodewijk Napoleon Bonaparte belast met de oprichting van een nationale kunstverzameling. Daaruit is het huidige Rijksmuseum ontstaan.

### Rol na 1813
Na de terugkeer van de Oranjes in november 1813 vertrok Gogel naar Parijs. In de zomer van 1814 keerde hij met toestemming van de nieuwe Franse regering terug naar Nederland, maar hij weigerde publieke functies onder koning Willem I te vervullen. Hij nam in Overveen een blauwselfabriek over. Later ging hij daar ook Fries groen produceren. Wel bleef hij ten aanzien van met name de overheidsfinanciën en belastingen op de achtergrond een belangrijk adviseur.
Gogel was in de eerste plaats een zakenman en is zijn leven lang actief gebleven in de handel. Dat heeft hem niet rijk gemaakt. Te midden van de corrupte politici van het Napoleontisch Keizerrijk en het Consulaat viel Gogel op door zijn onkreukbaarheid.

### Overlijden en graf
Gogel werd in de Maartenskerk in Hillegom begraven. Zijn graf werd bij de herbouw van de kerk in 1929-1930 geruimd. In deze kerk is achter de preekstoel nog wel een grafvaas met een epitaaf aanwezig.

## Economie en belastingheffing
Gogel heeft nooit gestudeerd, en had door zelfstudie kennisgenomen van de zich ontwikkelende wetenschap der economie. Op dit gebied heeft hij zelf gepubliceerd. Hij was ook betrokken bij de in die tijd populaire prijsvragen op economisch gebied.
Hij was;
- Lid Gezelschap ter beoefening der proefondervindelijke wijsbegeerte te 's-Gravenhage
- Directeur Koninklijke Maatschappij der Wetenschappen, vanaf 1806

## Ridderorden en verheffing in de adelstand
Alexander Gogel werd door Lodewijk Napoleon als een der eerste grootkruisen in de Orde van de Unie benoemd. Hij was ook lid van het kapittel van deze ridderorde en het was aan hem om de liquidatie van de orde en het innemen van de versierselen te regelen. Napoleon maakte hem Ridder in het Legioen van Eer. Later werd Gogel, na het opheffen van de Orde van de Unie en het verbod op het dragen van de versierselen van deze Hollandse orde, grootkruis in de Orde van de Reünie. Napoleon bevorderde hem tot Commandant in het Legioen van Eer. Hij werd in 1811 als chevalier de l'Empire in de Franse adelstand verheven.
Kort voor Gogels dood benoemde Koning Willem I hem tot Commandeur in de Orde van de Nederlandse Leeuw.